# Liste der Einträge im National Register of Historic Places im Hampden County

Lage des Hampden County in Massachusetts

Die Liste der Einträge im National Register of Historic Places im Hampden County in Massachusetts führt alle Bauwerke, National Historic Landmarks und historischen Stätten im Hampden County auf, die in das National Register of Historic Places aufgenommen wurden.
Aufgrund der Vielzahl der vorhandenen Einträge gibt es für die Stadt Springfield eine eigene Liste:
- Liste der Einträge im National Register of Historic Places in Springfield (Massachusetts), 86 Einträge

## Legende
| NRHP | Historic Place             |
| NHL  | Historic Landmark          |
| NHLD | Historic Landmark District |
| HD   | Historic District          |

## Aktuelle Einträge
| [ 2 ] | Name                                                   | Bild                                                   | Eintragsdatum                                                        | Lage                                                                               | Ort              | Beschreibung |
| ----- | ------------------------------------------------------ | ------------------------------------------------------ | -------------------------------------------------------------------- | ---------------------------------------------------------------------------------- | ---------------- | --- |
| 1     | Academy Historic District                              | Academy Historic District                              | 20. Apr. 1979 ID-Nr. 79000351                                        | Mountain Rd., Main und Faculty Sts. 42° 7′ 29″ N, 72° 25′ 56″ W                    | Wilbraham        | |
| 2     | Agawam Center Historic District                        | Agawam Center Historic District                        | 21. Juni 2001 ID-Nr. 01000670                                        | 24-196 Elm St.; 551-1008 Main St. 42° 4′ 0″ N, 72° 37′ 5″ W                        | Agawam           | |
| 3     | Al’s Diner                                             | Al’s Diner                                             | 14. Dez. 2000 ID-Nr. 00001482                                        | 14 Yelle St. 42° 11′ 30″ N, 72° 35′ 58″ W                                          | Chicopee         | Teil der Multiple Property Submission Diners of Massachusetts MPS                                                      |
| 4     | Ames Manufacturing Company                             | Ames Manufacturing Company                             | 23. Juni 1983 ID-Nr. 83000734                                        | 5-7 Springfield St. 42° 8′ 57″ N, 72° 36′ 24″ W                                    | Chicopee         | |
| 5     | Edward Bellamy House                                   | weitere Bilder                                         | 11. Nov. 1971 ID-Nr. 71000091                                        | 91-93 Church St. 42° 9′ 21″ N, 72° 35′ 4″ W                                        | Chicopee         | |
| 6     | Brimfield Center Historic District                     | Brimfield Center Historic District                     | 22. Juni 2006 ID-Nr. 06000524                                        | Main St., Brookfled, Wales, Sturbridge und Warren Rds. 42° 7′ 29″ N, 72° 18′ 32″ W | Brimfield        | |
| 7     | Thornton W. Burgess House                              | Thornton W. Burgess House                              | 21. Apr. 1983 ID-Nr. 83000740                                        | 789 Main St. 42° 3′ 48″ N, 72° 24′ 24″ W                                           | Hampden          | |
| 8     | Elijah Burt House                                      | Elijah Burt House                                      | 26. Apr. 1976 ID-Nr. 76000240                                        | 201 Chestnut St. 42° 3′ 15″ N, 72° 30′ 54″ W                                       | East Longmeadow  | |
| 9     | Cabotville Common Historic District                    | Cabotville Common Historic District                    | 28. Mai 1999 ID-Nr. 99000558                                         | School, Chestnut, Park und West Sts. 42° 8′ 42″ N, 72° 36′ 42″ W                   | Chicopee         | |
| 10    | Caledonia Building                                     | Caledonia Building                                     | 3. Juli 1979 ID-Nr. 79000346                                         | 185-193 High St. 42° 12′ 27″ N, 72° 36′ 27″ W                                      | Holyoke          | |
| 11    | Carreau Block                                          | Carreau Block                                          | 6. Aug. 1998 ID-Nr. 98000993                                         | 640-642 Chicopee St. 42° 11′ 5″ N, 72° 36′ 41″ W                                   | Chicopee         | |
| 12    | Chapin School                                          | Chapin School                                          | 5. Juli 2016 ID-Nr. 16000424                                         | 40 Meadow St. 42° 8′ 48,5″ N, 72° 35′ 32,2″ W                                      | Chicopee         | |
| 13    | Chester Center Historic District                       | Chester Center Historic District                       | 25. Feb. 1988 ID-Nr. 88000161                                        | 42° 17′ 26″ N, 72° 55′ 27″ W                                                       | Chester          | |
| 14    | Chester Factory Village Historic District              | Chester Factory Village Historic District              | 16. März 1989 ID-Nr. 89000145                                        | 42° 16′ 52″ N, 72° 58′ 54″ W                                                       | Chester          | |
| 15    | City Hall                                              | City Hall                                              | 30. Juli 1974 ID-Nr. 74002052                                        | Market Sq. 42° 8′ 55″ N, 72° 36′ 52″ W                                             | Chicopee         | |
| 16    | Essex Street Historic District                         | Essex Street Historic District                         | 7. Apr. 2023 ID-Nr. 100008035                                        | 42° 12′ 19″ N, 72° 36′ 50″ W                                                       | Holyoke          | |
| 17    | Josiah Day House                                       | Josiah Day House                                       | 16. Apr. 1975 ID-Nr. 75000265                                        | 70 Park St. 42° 6′ 25″ N, 72° 37′ 8″ W                                             | West Springfield | |
| 18    | Joseph Dewey House                                     | Joseph Dewey House                                     | 27. Juli 2001 ID-Nr. 01000746                                        | 87 S. Maple St. 42° 6′ 42″ N, 72° 45′ 49″ W                                        | Westfield        | |
| 19    | Dwight Manufacturing Company Housing District          | Dwight Manufacturing Company Housing District          | 3. Juni 1977 ID-Nr. 77000173                                         | 42° 8′ 48″ N, 72° 36′ 44″ W                                                        | Chicopee         | |
| 20    | First Congregational Church of Blandford               | First Congregational Church of Blandford               | 24. Okt. 1985 ID-Nr. 85003371                                        | North St. 42° 10′ 55″ N, 72° 55′ 45″ W                                             | Blandford        | |
| 21    | First Congregational Church of East Longmeadow         | First Congregational Church of East Longmeadow         | 3. Jan. 1978 ID-Nr. 78000444                                         | 7 Somers Rd. 42° 3′ 51″ N, 72° 30′ 46″ W                                           | East Longmeadow  | |
| 22    | Friedrich Block                                        | Friedrich Block                                        | 5. Dez. 2002 ID-Nr. 02001473                                         | 449-461 Main St. 42° 11′ 52″ N, 72° 36′ 36″ W                                      | Holyoke          | |
| 23    | Granville Center Historic District                     | Granville Center Historic District                     | 5. Nov. 1991 ID-Nr. 91001587                                         | Main Rd. 42° 4′ 2″ N, 72° 52′ 33″ W                                                | Granville        | |
| 24    | Granville Village Historic District                    | Granville Village Historic District                    | 5. Nov. 1991 ID-Nr. 91001588                                         | 42° 3′ 54″ N, 72° 51′ 49″ W                                                        | Granville        | |
| 25    | Hadley Falls Company Housing District                  | Hadley Falls Company Housing District                  | 9. Nov. 1972 ID-Nr. 72000133                                         | Center, N. Canal, Grover, und Lyman Sts. 42° 12′ 30″ N, 72° 35′ 0″ W               | Holyoke          | |
| 26    | Hampden County Training School                         |                                                        | 16. Aug. 2018 ID-Nr. 100002781                                       | 702 S Westfield St. 42° 2′ 39,1″ N, 72° 40′ 32,5″ W                                | Agawam           | |
| 27    | Hampden Park Historic District                         | Hampden Park Historic District                         | 10. Sep. 2012 ID-Nr. 12000781                                        | 42° 12′ 30,2″ N, 72° 36′ 30″ W                                                     | Holyoke          | |
| 28    | Holyoke Canal System                                   | weitere Bilder                                         | 3. Dez. 1980 ID-Nr. 80000473                                         | 42° 12′ 6″ N, 72° 36′ 21″ W                                                        | Holyoke          | |
| 29    | Holyoke City Hall                                      | Holyoke City Hall                                      | 6. Dez. 1975 ID-Nr. 75000259                                         | 536 Dwight St. 42° 12′ 23″ N, 72° 36′ 28″ W                                        | Holyoke          | |
| 30    | Laflin-Phelps Homestead                                | Laflin-Phelps Homestead                                | 6. Dez. 2005 ID-Nr. 05001371                                         | 20 Depot St. 42° 3′ 14,1″ N, 72° 46′ 1,9″ W                                        | Southwick        | |
| 31    | Landlord Fowler Tavern                                 | Landlord Fowler Tavern                                 | 11. Aug. 1982 ID-Nr. 82001914                                        | 171 Main St. 42° 7′ 3″ N, 72° 44′ 10″ W                                            | Westfield        | |
| 32    | Capt. Charles Leonard House                            | Capt. Charles Leonard House                            | 10. März 1975 ID-Nr. 75000273                                        | 663 Main St. 42° 4′ 14″ N, 72° 36′ 53″ W                                           | Agawam           | |
| 33    | Longmeadow Historic District                           | Longmeadow Historic District                           | 12. Nov. 1982 ID-Nr. 82000490                                        | 42° 2′ 57″ N, 72° 34′ 59″ W                                                        | Longmeadow       | |
| 34    | Longmeadow Street-North Historic District              | Longmeadow Street-North Historic District              | 28. Okt. 1994 ID-Nr. 94001262                                        | 42° 4′ 1″ N, 72° 34′ 41″ W                                                         | Longmeadow       | |
| 35    | Ludlow Center Historic District                        | Ludlow Center Historic District                        | 21. Okt. 1988 ID-Nr. 88001999                                        | Along Center, Church and Booth Sts. 42° 11′ 31″ N, 72° 27′ 35″ W                   | Ludlow           | |
| 36    | Ludlow Village Historic District                       | Ludlow Village Historic District                       | 22. Feb. 1993 ID-Nr. 93000009                                        | 42° 9′ 55″ N, 72° 26′ 32″ W                                                        | Ludlow           | |
| 37    | Maplewood Hotel                                        | Maplewood Hotel                                        | 10. Nov. 1983 ID-Nr. 83003980                                        | 328-330 Maple St. 42° 12′ 13″ N, 72° 36′ 44″ W                                     | Holyoke          | |
| 38    | Mechanic Street Cemetery                               | Mechanic Street Cemetery                               | 26. Juni 2002 ID-Nr. 02000632                                        | Mechanic St. 42° 7′ 23″ N, 72° 44′ 41″ W                                           | Westfield        | |
| 39    | Memorial Town Hall                                     | Memorial Town Hall                                     | 17. Mai 1984 ID-Nr. 84002449                                         | Main St. 42° 5′ 51″ N, 72° 18′ 48″ W                                               | Monson           | |
| 40    | Middlefield-Becket Stone Arch Railroad Bridge District | Middlefield-Becket Stone Arch Railroad Bridge District | 11. Apr. 1980 ID-Nr. 80000502                                        | 42° 18′ 44″ N, 73° 1′ 10″ W                                                        | Chester          | Erstreckt sich bis nach Middlefield und Becket.                                                                        |
| 41    | Monson Center Historic District                        | Monson Center Historic District                        | 6. Mai 1991 ID-Nr. 90000788                                          | Main und Cushman Streets 42° 5′ 52,9″ N, 72° 18′ 50,4″ W                           | Monson           | |
| 42    | Monson Developmental Center                            | weitere Bilder                                         | 21. Jan. 1994 ID-Nr. 93001483                                        | 200 State Ave. 42° 8′ 43″ N, 72° 20′ 4″ W                                          | Monson           | |
| 43    | William Norcross House                                 | William Norcross House                                 | 29. März 1984 ID-Nr. 84002450                                        | 14 Cushman St. 42° 5′ 56″ N, 72° 18′ 47″ W                                         | Monson           | |
| 44    | North Chester Historic District                        | North Chester Historic District                        | 6. Dez. 1996 ID-Nr. 96001465                                         | 42° 19′ 35″ N, 72° 55′ 53″ W                                                       | Chester          | |
| 45    | North High Street Historic District                    | North High Street Historic District                    | 26. Juni 1986 ID-Nr. 92001725, 08000897 86001376, 92001725, 08000897 | 42° 12′ 29″ N, 72° 36′ 26″ W                                                       | Holyoke          | Der Distrikt wurde am 24. Dezember 1992 und 12. September 2008 erweitert und ist daher unter drei Nummern eingetragen. |
| 46    | Octagon House                                          | Octagon House                                          | 1. Apr. 1982 ID-Nr. 82004967                                         | 28 King St. 42° 7′ 17″ N, 72° 45′ 19″ W                                            | Westfield        | |
| 47    | Our Mother of Sorrows Monastery and Retreat Center     | Our Mother of Sorrows Monastery and Retreat Center     | 30. Aug. 2002 ID-Nr. 02000904                                        | 110 Monastery Ave. 42° 7′ 7″ N, 72° 37′ 57″ W                                      | West Springfield | |
| 48    | Thomas D. Page House                                   | Thomas D. Page House                                   | 25. Okt. 1988 ID-Nr. 87001782                                        | 105 East St. 42° 9′ 22″ N, 72° 34′ 39″ W                                           | Chicopee         | |
| 49    | Palmer Memorial Hall                                   | Palmer Memorial Hall                                   | 3. Sep. 1999 ID-Nr. 99001082                                         | 1029 Central St. 42° 9′ 23″ N, 72° 19′ 39″ W                                       | Palmer           | |
| 50    | Polish National Home                                   | Polish National Home                                   | 14. Nov. 1980 ID-Nr. 80000475                                        | 136-144 Cabot St. 42° 8′ 41″ N, 72° 36′ 35″ W                                      | Chicopee         | |
| 51    | Prospect Hill School                                   | Prospect Hill School                                   | 19. Nov. 2008 ID-Nr. 08001069                                        | 33 Montgomery St. 42° 8′ 3″ N, 72° 44′ 46″ W                                       | Westfield        | |
| 52    | Prospect Park                                          | Prospect Park                                          | 10. Sep. 2004 ID-Nr. 04000931                                        | 42° 12′ 43″ N, 72° 36′ 21″ W                                                       | Holyoke          | Heute Pulaski Park |
| 53    | Purchase-Ferre House                                   | Purchase-Ferre House                                   | 29. Nov. 1990 ID-Nr. 90001805                                        | 1289 Main St. 42° 2′ 58″ N, 72° 36′ 58″ W                                          | Agawam           | |
| 54    | Clovis Robert Block                                    | Clovis Robert Block                                    | 5. Dez. 2002 ID-Nr. 02001472                                         | 338-348 Main St. 42° 11′ 59″ N, 72° 36′ 28″ W                                      | Holyoke          | |
| 55    | John and Ruth Rose House                               | John and Ruth Rose House                               | 10. Aug. 2018 ID-Nr. 100002772                                       | 944 Main Rd. 42° 4′ 22,2″ N, 72° 54′ 8,8″ W                                        | Granville        | |
| 56    | Russell Center Historic District                       | Russell Center Historic District                       | 27. Dez. 1996 ID-Nr. 96001524                                        | 42° 11′ 22″ N, 72° 51′ 24″ W                                                       | Russell          | |
| 57    | Sanford Whip Factory                                   | Sanford Whip Factory                                   | 10. Dez. 2008 ID-Nr. 08001176                                        | 330 Elm St. 42° 7′ 39,4″ N, 72° 44′ 50,3″ W                                        | Westfield        | |
| 58    | School Street Barn                                     | School Street Barn                                     | 10. Sep. 2012 ID-Nr. 12000782                                        | 551 School St. 42° 4′ 26,6″ N, 72° 35′ 33,8″ W                                     | Agawam           | |
| 59    | Thomas and Esther Smith House                          | Thomas and Esther Smith House                          | 2. Juni 2005 ID-Nr. 05000217                                         | 251 North West St. 42° 4′ 31″ N, 72° 41′ 44″ W                                     | Agawam           | |
| 60    | Springfield Street Historic District                   | weitere Bilder                                         | 25. Jan. 1991 ID-Nr. 90002217                                        | 42° 8′ 38″ N, 72° 36′ 14″ W                                                        | Chicopee         | |
| 61    | State Normal Training School                           | State Normal Training School                           | 7. Juli 1983 ID-Nr. 83000769                                         | Washington St. 42° 7′ 19″ N, 72° 45′ 8″ W                                          | Westfield        | |
| 62    | Swetland-Pease House                                   | Swetland-Pease House                                   | 9. Apr. 1980 ID-Nr. 80000505                                         | 191 Pease Rd. 42° 2′ 38″ N, 72° 29′ 41″ W                                          | East Longmeadow  | |
| 63    | Jacob Thompson House                                   |                                                        | 13. März 2020 ID-Nr. 100005078                                       | 7 Main St. 42° 6′ 31,6″ N, 72° 19′ 7,5″ W                                          | Monson           | |
| 64    | Union Station                                          | weitere Bilder                                         | 9. Juni 1988 ID-Nr. 88000715                                         | Depot St. 42° 9′ 20″ N, 72° 19′ 47″ W                                              | Palmer           | |
| 65    | United States Whip Company Complex                     | United States Whip Company Complex                     | 29. Nov. 1983 ID-Nr. 83003983                                        | 24 Main St. 42° 7′ 12″ N, 72° 44′ 53″ W                                            | Westfield        | |
| 66    | US Post Office-Holyoke Main                            | US Post Office-Holyoke Main                            | 21. Jan. 1986 ID-Nr. 86000122                                        | 650 Dwight St. 42° 12′ 29″ N, 72° 36′ 38″ W                                        | Holyoke          | |
| 67    | US Post Office-Palmer Main                             | US Post Office-Palmer Main                             | 12. Dez. 1985 ID-Nr. 85003336                                        | Park und Central Sts. 42° 9′ 28″ N, 72° 19′ 39″ W                                  | Palmer           | |
| 68    | Valentine School                                       | Valentine School                                       | 16. Sep. 1983 ID-Nr. 83000774                                        | Grape und Elm Sts. 42° 8′ 46″ N, 72° 36′ 12″ W                                     | Chicopee         | |
| 69    | War Memorial Building                                  |                                                        | 2. Mai 2022 ID-Nr. 100007663                                         | 310 Appleton St. 42° 12′ 18,8″ N, 72° 36′ 48,2″ W                                  | Holyoke          | |
| 70    | H. M. Van Deusen Whip Company                          | H. M. Van Deusen Whip Company                          | 18. Feb. 1987 ID-Nr. 87000037                                        | 42 Arnold St. 42° 7′ 22″ N, 72° 45′ 3″ W                                           | Westfield        | |
| 71    | West Granville Historic District                       | West Granville Historic District                       | 5. Nov. 1991 ID-Nr. 91001589                                         | 42° 4′ 39″ N, 72° 56′ 18″ W                                                        | Granville        | |
| 72    | Westfield Center Historic District                     | Westfield Center Historic District                     | 25. Juni 2013 ID-Nr. 13000441                                        | 42° 7′ 21,8″ N, 72° 44′ 54,5″ W                                                    | Westfield        | Entstanden durch Erweiterung und Umbenennung des ehemaligen Westfield Center Commercial Historic District (#08000506)  |
| 73    | Westfield Municipal Building                           | Westfield Municipal Building                           | 8. März 1978 ID-Nr. 78000449                                         | 59 Court St. 42° 7′ 12,2″ N, 72° 45′ 1,4″ W                                        | Westfield        | |
| 74    | Westfield Whip Manufacturing Company                   | Westfield Whip Manufacturing Company                   | 17. Okt. 1985 ID-Nr. 85003233                                        | 360 Elm St. 42° 7′ 41″ N, 72° 44′ 50″ W                                            | Westfield        | |
| 75    | Wistariahurst                                          | Wistariahurst                                          | 23. Apr. 1973 ID-Nr. 73000295                                        | 238 Cabot St. 42° 12′ 17″ N, 72° 37′ 4″ W                                          | Holyoke          | |